# Чад (озеро)
Чад (фр. Lac Tchad, англ. Lake Chad, араб. بحيرة تشاد‎ Бухайра Тшад) — обычно бессточное реликтовое озеро, находится в центральной Африке на территории четырёх стран: Чада, Камеруна, Нигера и Нигерии. При очень редких аномальных повышениях уровня озера вода начинает течь по руслу Бахр-эль-Газаль в сторону впадины Боделе.
Озеро расположено между 12½ и 14½° с. ш. и 13—15° в. д. от Гринвича, в южной части обширной впадины, на высоте примерно 240 м над уровнем моря.
Площадь озера и уровень воды в нём очень сильно меняются из года в год, и по сути, находятся в прямой зависимости от притока воды из питающих озеро рек, так как само озеро расположено в регионе с весьма засушливым климатом и осадки обеспечивают менее 1/5 от общего объёма поступающей в озеро воды. До 1960-х годов площадь озера Чад колебалась в пределах от 10 до 26 тысяч км², но затем началось резкое сокращение размеров и к середине 2000-х площадь озера уменьшилась до 1350 км².
Озеро Чад является крупнейшим водоёмом Чадской впадины, располагаясь на юге её центральной части. Бассейн озера охватывает площадь примерно в 1 миллион км², при этом около 700 тысяч км² приходится на бассейн реки Шари. По берегам озера раскинулась сеть болот, которая является одной из крупнейших в тропической Африке.

## Название
Название происходит от слова из языка борнуанцев-канури, которое означает большая вода, большое пространство воды. От озера Чад получило своё название Республика Чад.

## История

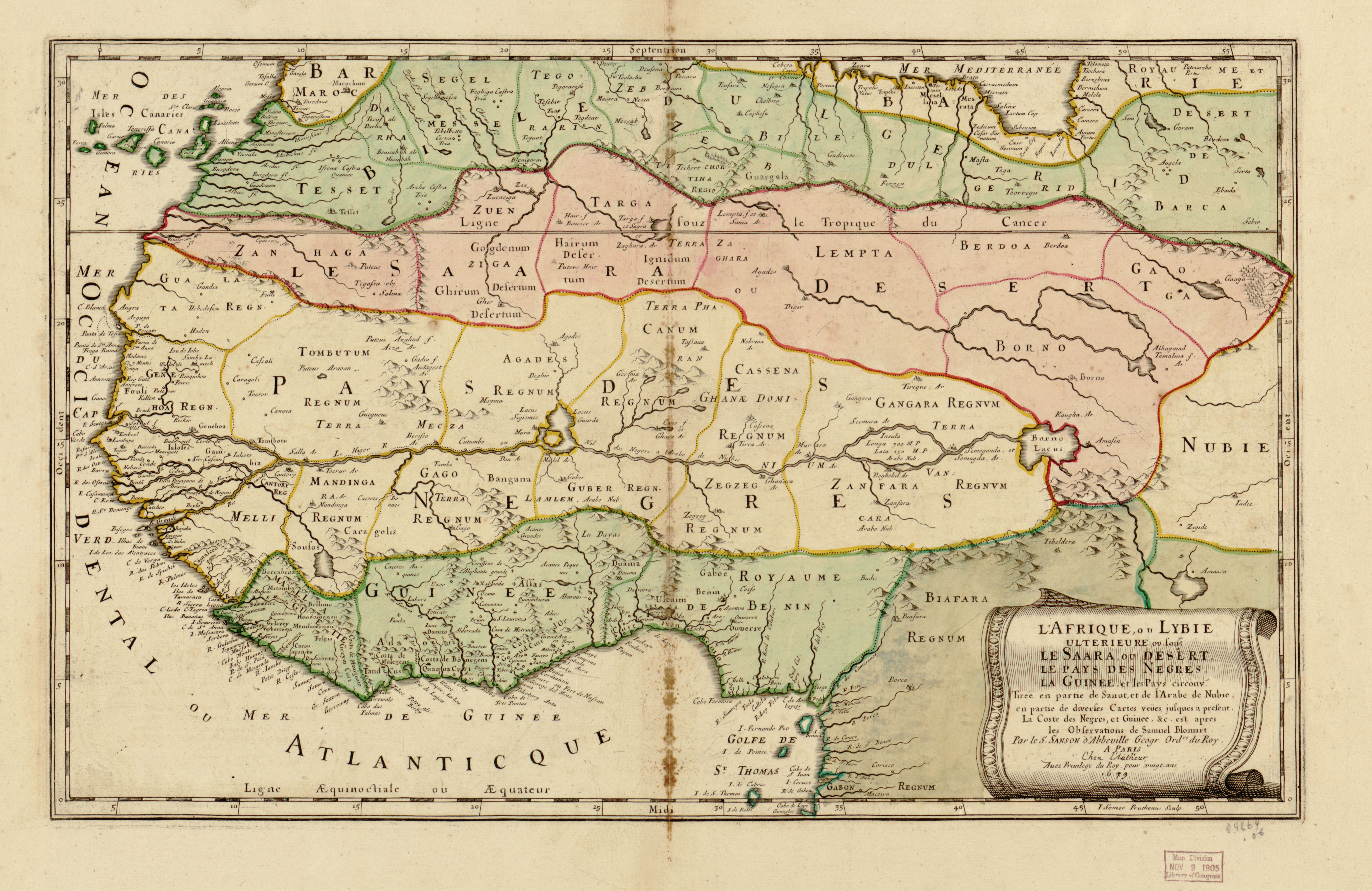
Карта Западной Африки Николя Сансона 1679 года

Согласно данным греческого географа II века н. э. Марина Тирского, извлечения из сочинения которого сохранились в труде Клавдия Птолемея, около 100 года н. э. наместник Нумидии Юлий Матерн вместе с царём кочевников гарамантов совершил 4-месячное путешествие на юг через Сахару в «страну эфиопов Агисимбу» и достиг «обширного озера», населённого «множеством гиппопотамов», под которым, вне всякого сомнения, подразумевается озеро Чад. Клавдию Птолемею озеро Чад известно было под именем «периодически появляющегося болота Нуба».
В географическом сочинении сирийского арабского учёного Абу-ль-Фиды (1273—1331) «Упорядочение стран» упоминается об озере Чад под именем озера Куар.
На картах XVII века, в частности на карте Африки Ольферта Даппера 1668 года и карте Западной Африки Николя Сансона 1679 года, в месте нахождения нынешнего озера Чад, обозначено озеро, которое подписано как Борно (Borno).
В XIX веке первые сведения относительно озера даны у Хью Клаппертона, Диксона Денхэма и Уолтера Однея (1823); Овервег объехал (1851) озеро до группы островков. Более полно исследовали озеро Генрих Барт (1852) и Густав Нахтигаль (1870—1872).
В 1893—1894 годах озеро Чад было разграничено в отношении сферы влияний между Англией, Францией и Германией: западный берег между Барруа до Мбулу отошёл к английской сфере влияния, южный берег до реки Шари — к германской, а восток и север озера — к французской.

## Описание озера

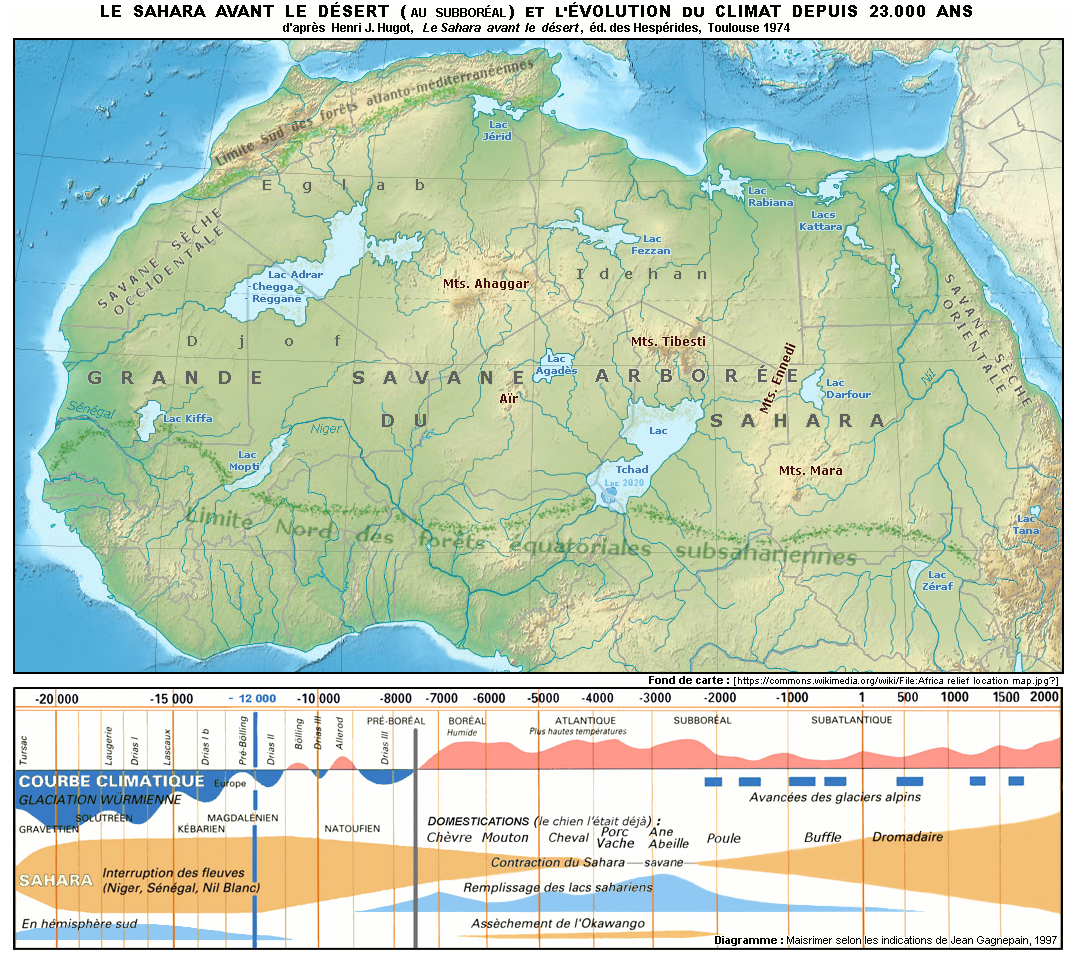
Озеро палео-Чад в суббореальный период (до опустынивания Сахары) и эволюция климата за 23 000 лет

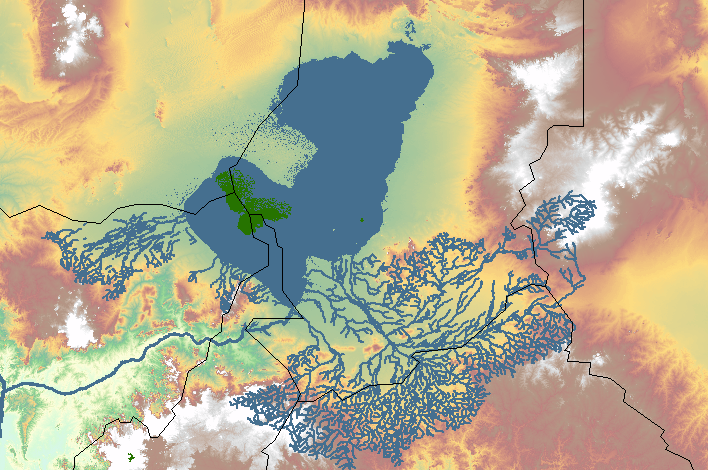
«Большой Чад», озеро в период максимального распространения, голоцен

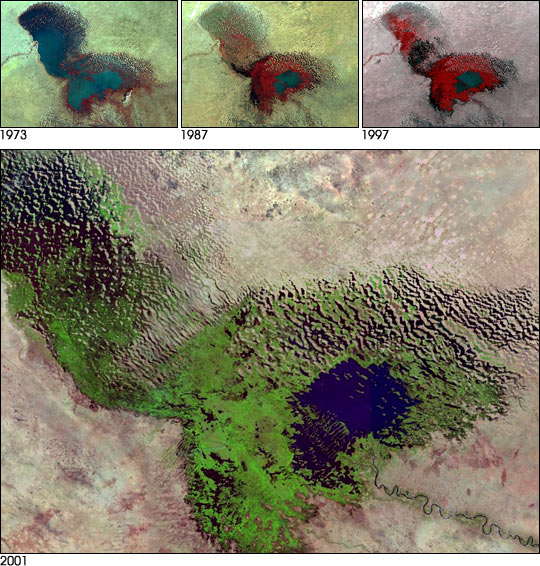
Спутниковый снимок озера в 2001. Синий — водная поверхность, зелёный — растительность на старом ложе озера. Наверху — снимки озера в 1973, в 1987 и в 1997 годах.

В нынешнем состоянии представляет остаток намного более крупного древнего водоема Мега-Чада, или Палеочада, акватория которого достигала 300—400 тыс. км². Точный возраст Мега-Чада пока уточняется по мере исследований (в частности при помощи радиоуглеродного анализа), но уже известно, что за последние 12 тысяч лет площадь Чада минимум трижды очень сильно возрастала. 7 тысяч лет назад, в период максимального разлива, Мега-Чад простирался на сто километров на северо-восток (примерно, до Файя-Ларжо), занимая площадь около 1 миллиона км², и был связан с Атлантическим океаном через цепочку рек Майо-Кеби→Бенуэ→Нигер. Это также объясняет, каким образом в озеро Чад попали ламантины.
Озеро Чад очень мелководное, в северо-западной части средняя глубина озера колеблется в пределах 4—8 метров (там же находится самая глубокая точка озера, достигающая всего 10—11 метров), на юго-востоке озера средняя глубина 2—4 м. Средняя глубина всего озера составляет около 1,5—2 м. Площадь поверхности озера непостоянна, но до 60-х годов XX века занимала обыкновенно около 27 тыс. км², в дождливое время года разливаясь до 50 тыс. км², а в сухое — сокращаясь до 11 тыс. км². С юга в озеро впадают реки Шари с широкой и мелководной дельтой и маловодная Мбули (Мбулу), с запада — Комадугу-Йобе и с востока к озеру подходит вади Бахр-эль-Газаль. Вода в озере восполняется главным образом за счёт впадающих в него рек, самой крупной из них является Шари, на её долю приходится около 98 % воды, поступающей в озеро за счет рек. Среднегодовая амплитуда колебаний уровня озера обычно находится в пределах 0,6—0,8 м, а в многоводные годы доходит до 2 м и более. Самые высокие уровни воды приходятся на декабрь — январь (ноябрь — декабрь), когда расход воды в Шари увеличивается до максимума, затем начинается постепенный спад, достигая минимума в июне — июле. Открытые водные пространства на северо-западе, юге и юго-востоке озера разделяются отмелями (представляющими собой частично затопленные древние дюны).
Резкое уменьшение площади озера, наблюдаемое в последние десятилетия, объясняется многими факторами, как основные можно выделить:
- увеличение твердого стока впадающих рек, что приводит к ускорению заполнения озера наносами, связанное с усилением почвенной эрозии вследствие уничтожения древесной растительности из-за применения огневой системы земледелия и чрезмерного выпаса скота.
- резко возросший забор воды как из самого озера, так и из питающих его рек, для водоснабжения постоянно возрастающего населения и орошения полей.
- изменение климата, например, в 1970-е годы сокращению площади озера способствовала многолетняя засуха, которая охватила Сахель и некоторые другие районы Африки[4][5][20].

Вследствие изменчивости размеров озера, очертания его берегов постоянно меняются, но некоторые наиболее характерные черты сохраняются. Западный и южный берега относительно прямолинейны и имеют лишь несколько значительных полуостровов. Напротив, северный и особенно восточный берега сильно изрезаны, и вдоль них расположены многочисленные острова, представляющие собой полузатопленные песчаные дюны. Берега́ озера пологие, во многих местах заболоченные, на северной стороне обрамлены песчаными дюнами, к северо-востоку местность имеет характер степи, и лишь южный берег отличается богатой тропической растительностью.
Пресная вода в озере сконцентрирована около устьев впадающих рек, в остальных местах она солоноватая, при этом на глубине минерализация воды существенно выше, чем у поверхности. Так как озеро Чад не имеет стока в океан и расположено на границе с пустыней, продолжительное время оставалась загадкой причина сохранения низкого уровня солёности воды в нём. Она была окончательно разрешена лишь после подтверждения наличия подземного стока инфильтрационных вод на северо-восток, в сторону котловины Боделе, существование которого предполагал ещё Нахтигаль. Также значительную роль в снижении минерализации воды играет процесс кристаллизации солей, происходящий на северо-востоке озера. Кроме того, если в дождливый сезон выпадает очень много осадков, что случается крайне редко, и уровень уреза воды чрезвычайно повышается, образуется временный поверхностный сток — тоже на северо-восток, через вади Бахр-эль-Газаль в сторону впадин Соро и Боделе. За последние полтора столетия это явление наблюдалось лишь дважды. Первый раз в 1870 году, тогда вода из озера Чад прошла по вади на 100 км. Второй раз это случилось в 1950-х годах, то есть спустя более, чем 80 лет, когда обильные дожди в южной части бассейна озера вызвали повышение уровня воды в Чаде на 1 м, что и привело к наполнению Бахр-эль-Газаль.
Озеро известно своими плавучими островами.

## Климат
Среднее количество осадков в районе озера составляет 200—500 мм в год.

## Флора
В озере обнаружено более 1000 видов водорослей. Отмели покрыты зарослями тростника, папируса. Озеро Чад с окрестными водоёмами является одним из немногих оставшихся в мире природных ареалов спирулины.

## Фауна
В бассейне озера Чад встречаются 179 видов рыб, эндемичны из них только 25 видов, остальные встречаются также в бассейнах Нила, Конго и Нигера.
В озере водятся ламантины, гиппопотамы, крокодилы; широко представлена фауна водяных и болотных птиц.

## Население
Группы островов Будума, Карка и Кури, расположенные в восточной части озера, населены выходцами из соседних племён (Будума, Кури, Канемба, Канури, Булала и Даца).

## Полезные ископаемые
На северо-восточном побережье озера Чад имеются залежи природной соды (6 млн т). Ведется добыча соли и каустической соды (натрон). В 1970-е годы в районе озера проводились разведочные работы по поиску нефти и газа компаниями Chevron, Conoco, Exxon и Shell, в результате которых были открыты три нефтяных месторождения Седижи, Канем и Кумиа.

## Хозяйственное значение

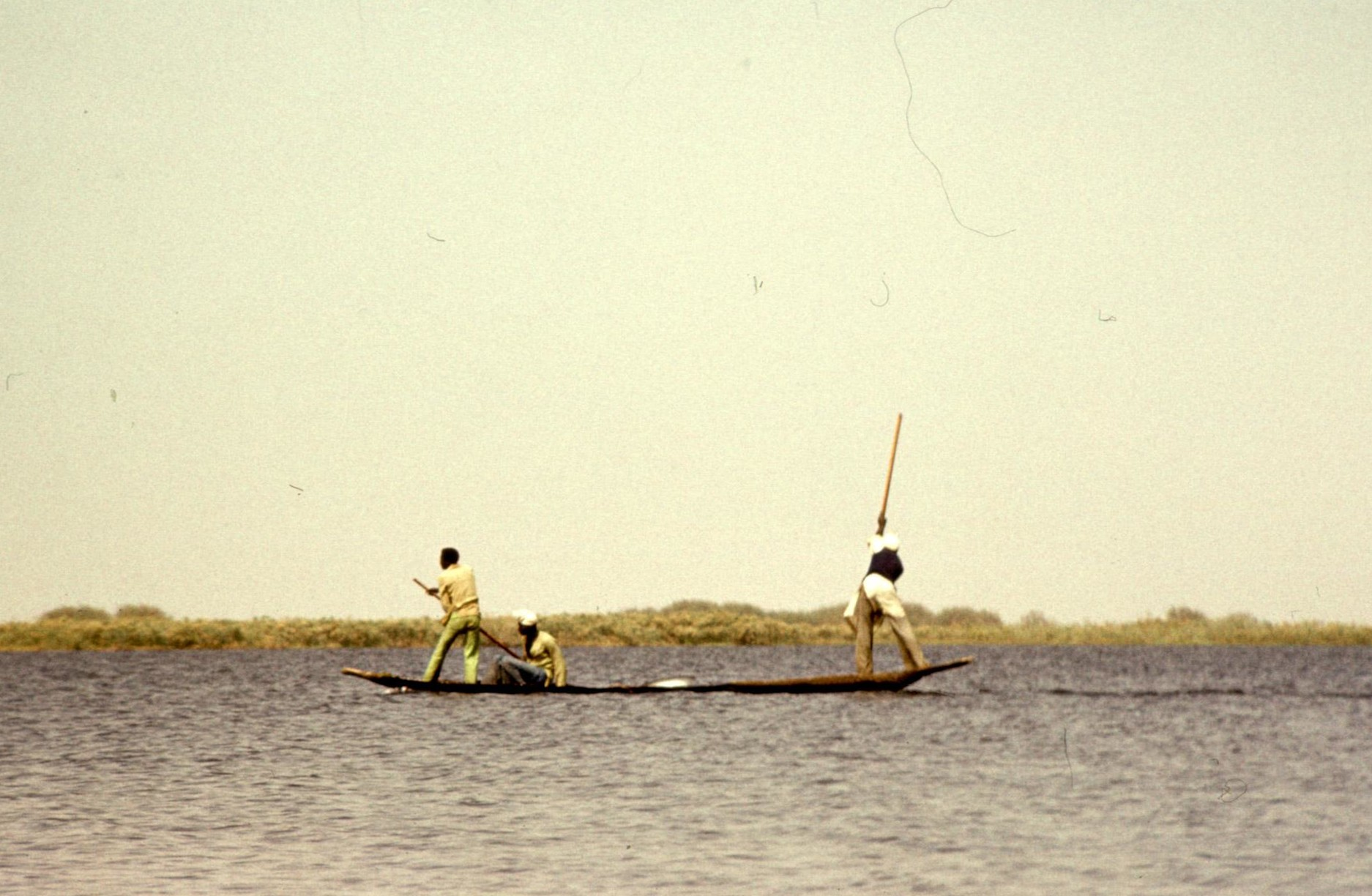
Рыбаки канури. Фотография 1970-х годов.

Местные жители издавна используют в питании спирулину, традиционно собирая её из многочисленных озёр и прудов, окружающих озеро Чад, затем водорослевую массу прессуют в лепёшки под названием dihé, которые используются в дальнейшем для непосредственного употребления, и в качестве ингредиента для варки супов.
Озеро является зоной интенсивного рыболовства, лов осуществляется круглый год (годовая добыча рыбы во второй половине XX века — около 100 тыс. тонн).
Используется для судоходства между устьями рек Шари и Комадугу-Йобе. Воды озера играют большую роль в водоснабжении прилегающих районов.

## Текущее состояние

Проект Трансаква (красный) по переброске рек

С начала 1960-х годов происходит резкое уменьшение площади озера из-за изменения климата и активного использования его воды людьми и в сельском хозяйстве. В 1963 году площадь озера оценивалась в 25 тысяч км², к 1973 сократилась до 15,4 тысяч, в 1982 году составила чуть менее 2,3 тысяч, а в 1994 году — уже 1,7 тысяч. За 1980-е и начало 1990-х годов использование воды озера для ирригации увеличилось в четыре раза.
К 2006 году озеро уменьшилось в двадцать шесть раз и продолжало высыхать, что стало известно благодаря мониторингу Земли, осуществляемому международной системой «Disaster Monitoring Constellation».
О высыхании озера Чад сообщили ещё сотрудники NASA, сравнившие космические снимки 2001 года со снимками, сделанными 38 лет назад.
Известно, что Чад высыхает уже в седьмой раз за последнее тысячелетие. Учёные-палеонтологи установили это по найденным там останкам животных.
Спутниковые снимки, сделанные первым нигерийским спутником NigeriaSat-1, стали частью выставки «История умирающего озера», проведённой в Абудже, столице Нигерии.
Разрабатываются проекты переброски части стока из бассейна Конго (в частности, Убанги), от 15 до 100 км³ в год.

## В искусстве
Жюль Верн описывает озеро Чад в своем романе «Пять недель на воздушном шаре» (1863): «Берега озера покрыты почти непроходимыми болотами — в них едва не погиб Барт, — и болота эти, заросшие тростником и папирусом в пятнадцать футов вышиной, время от времени затопляются водами озера. Даже местные города, расположенные на берегу, часто затопляются, как случилось в 1856 году с городом Нгорну; гиппопотамы и аллигаторы ныряют теперь в тех самых местах, где недавно ещё возвышались дома жителей Борну. Ослепительные лучи солнца лились на неподвижные воды озера, смыкавшиеся на севере с горизонтом. Доктор пожелал попробовать воду — она долгое время считалась солёной…» (31 гл.)